# Saison 2009-2010 du Football Club auscitain
La saison 2009-2010 du Football Club auscitain voit le FC Auch jouer en Pro D2.
Auch qui subit cette année encore le départ de la plupart de ses meilleurs éléments se maintient difficilement en Pro D2.
L'équipe évolue cette saison encore sous les ordres de l’ entraîneur Pierre-Henry Broncan.
Auch est classé 27e club français à l’issue de la saison.

## Classement de la saison régulière
Au 9 mai 2010
| Rang | Club                                   | J  | V  | N | D  | Bo | Bd | Pm  | Pe  | Diff | Pts |
| ---- | -------------------------------------- | -- | -- | - | -- | -- | -- | --- | --- | ---- | --- |
| 1    | SU Agen                                | 30 | 21 | 2 | 7  | 11 | 6  | 724 | 378 | +346 | 105 |
| 2    | Lyon OU                                | 30 | 18 | 6 | 6  | 7  | 3  | 644 | 431 | +213 | 94  |
| 3    | Stade rochelais                        | 30 | 19 | 2 | 9  | 5  | 9  | 607 | 396 | +211 | 94  |
| 4    | US Oyonnax                             | 30 | 20 | 0 | 10 | 5  | 4  | 579 | 452 | +127 | 89  |
| 5    | Section paloise                        | 30 | 16 | 5 | 9  | 4  | 6  | 545 | 425 | +120 | 84  |
| 6    | FC Grenoble                            | 30 | 16 | 5 | 9  | 5  | 5  | 547 | 438 | +109 | 84  |
| 7    | Stade aurillacois                      | 30 | 17 | 0 | 13 | 2  | 6  | 575 | 518 | +57  | 76  |
| 8    | RC Narbonne                            | 30 | 16 | 0 | 14 | 6  | 3  | 581 | 585 | -4   | 73  |
| 9    | Union Bordeaux Bègles                  | 30 | 15 | 1 | 14 | 3  | 7  | 507 | 501 | +6   | 72  |
| 10   | Tarbes PR                              | 30 | 14 | 0 | 16 | 3  | 11 | 576 | 574 | +2   | 70  |
| 11   | US Dax (R)                             | 30 | 13 | 2 | 15 | 2  | 6  | 442 | 494 | -52  | 64  |
| 12   | Stade montois (R)                      | 30 | 14 | 2 | 14 | 2  | 7  | 528 | 554 | -26  | 64¹ |
| 13   | FC Auch                                | 30 | 9  | 1 | 20 | 3  | 11 | 472 | 535 | -63  | 52  |
| 14   | Colomiers Rugby                        | 30 | 7  | 4 | 19 | 1  | 8  | 438 | 623 | -185 | 45  |
| 15   | voir {{Chemin équipes rugby à XV}} (P) | 30 | 6  | 2 | 22 | 0  | 7  | 426 | 737 | -311 | 35  |
| 16   | CA Lannemezan (P)                      | 30 | 3  | 0 | 27 | 0  | 7  | 347 | 897 | -550 | 19  |

1Le Conseil supérieur de la DNACG a infligé une pénalité de 5 points au Stade montois.
- Lyon et La Rochelle se départagent en fonction de leurs rencontres de la 8e et de la 23e journée : 8 points pour Lyon et 2 points pour La Rochelle
- Pau et Grenoble se départagent en fonction de leurs rencontres de la 4e et de la 19e journée : 5 points pour Pau et 4 points pour Grenoble
- Dax et Mont-de-Marsan se départagent en fonction de la pénalité infligé à l'équipe du Stade montois

|  | Champion de France de Pro D2 - Promu en Top 14 (no 1).                                                                  |
|  | Participation aux phases finales de barrage pour déterminer le vice-champion, promu en Top 14 (no 2, no 3, no 4, no 5). |
|  | Relégation en Fédérale 1 (no 16).                                                                                       |
|  | R : Relégués 2009 • P : Promus 2009                                                                                     |

Attribution des points : victoire sur tapis vert : 5, victoire : 4, match nul : 2, défaite : 0, forfait : -2 ; plus les bonus (offensif : 3 essais de plus que l'adversaire ; défensif : défaite par 7 points d'écart ou moins).
Règles de classement : 1. points terrain ; 2. points terrain obtenus dans les matches entre équipes concernées ; 3. différence de points dans les matches entre équipes concernées ; 4. différence entre essais marqués et concédés dans les matches entre équipes concernées ; 5. différence de points ; 6. différence entre essais marqués et concédés ; 7. nombre de points marqués ; 8. nombre d'essais marqués ; 9. nombre de forfaits n'ayant pas entraîné de forfait général ; 10. place la saison précédente ; 11. nombre de personnes suspendues après un match de championnat.

### Meilleurs réalisateurs
| Rang | Joueur                | Club              | Poste                    | Points | Essais | Transf. | Pén. | Drops |
| ---- | --------------------- | ----------------- | ------------------------ | ------ | ------ | ------- | ---- | ----- |
| 1    | Pierre-Yves Montagnat | Lyon OU           | Arrière                  | 267    | 7      | 20      | 64   | 0     |
| 2    | Benjamin Dambielle    | Stade Rochelais   | Demi d'ouverture/Arrière | 254    | 1      | 21      | 68   | 1     |
| 3    | Silvère Tian          | US Oyonnax        | Arrière                  | 249    | 6      | 24      | 57   | 0     |
| 4    | Jérémy Bourlon        | Stade aurillacois | Demi d'ouverture         | 228    | 2      | 22      | 57   | 1     |
| 5    | Thibault Duvallet     | Stade montois     | Demi d'ouverture         | 217    | 1      | 13      | 59   | 3     |

### Meilleurs marqueurs d'essais

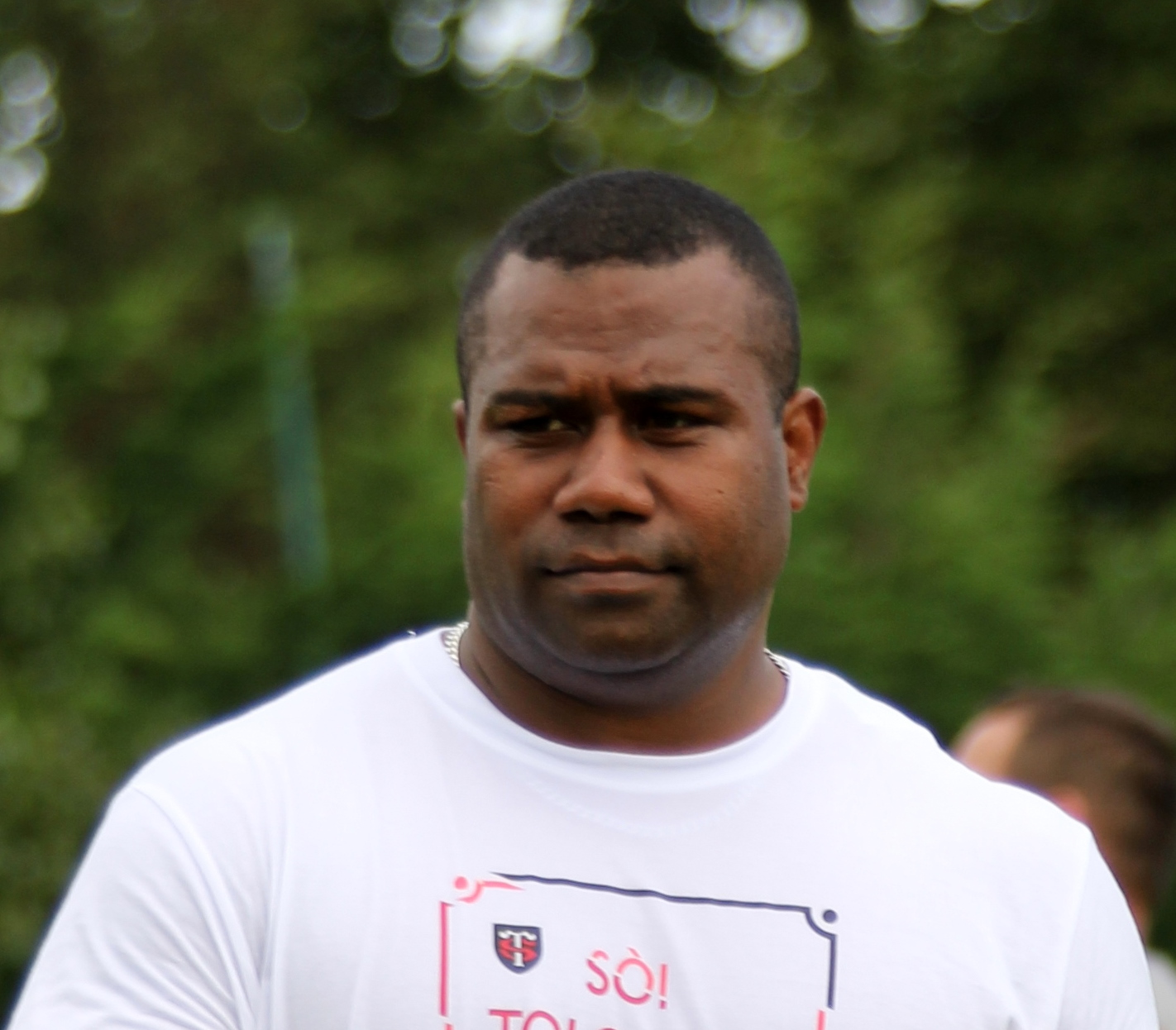
Rupeni Caucaunibuca (Agen)
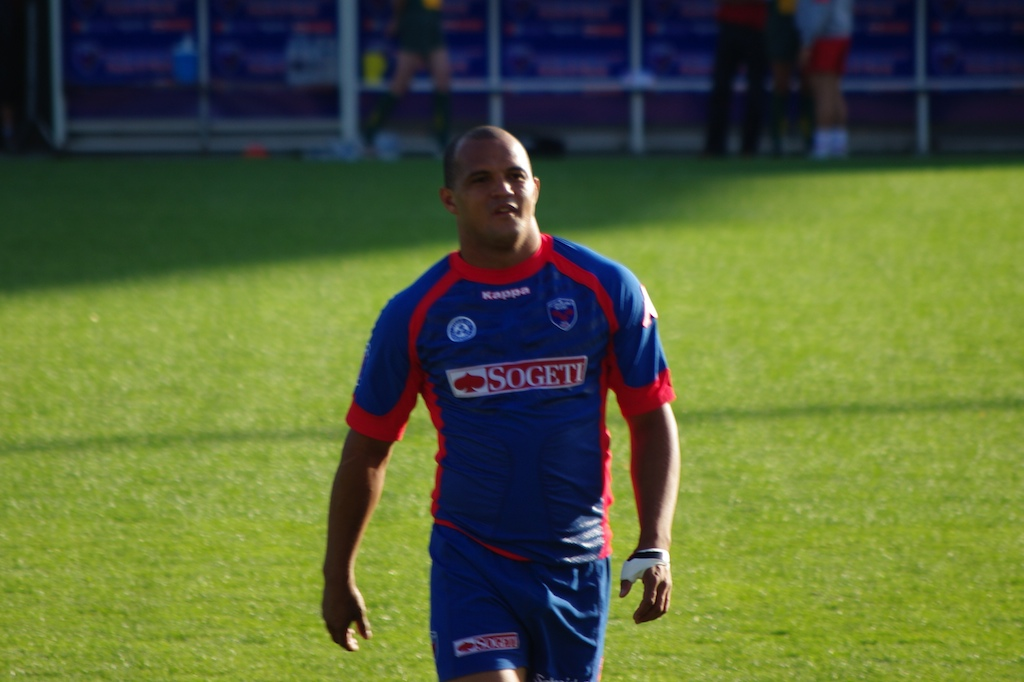
Wylie Human (Grenoble)

| Rang | Joueur               | Club        | Poste           | Essais |
| ---- | -------------------- | ----------- | --------------- | ------ |
| 1    | Rupeni Caucaunibuca  | SU Agen     | Ailier          | 13     |
| 2    | Wylie Human          | FC Grenoble | Ailier          | 12     |
| -    | Sionasa Vunisa       | RC Narbonne | Ailier          | 12     |
| 4    | Opeti Fonua          | SU Agen     | Troisième ligne | 11     |
| -    | Romain Martial       | RC Narbonne | Ailier          | 11     |
| 6    | Jean-Maurice Oulouma | US Oyonnax  | Ailier          | 7      |

### Tableau synthétique des résultats
L'équipe qui reçoit est indiquée dans la colonne de gauche.
| Clubs                 | AGE   | AIX   | AUC   | AUR   | UBB   | COL   | DAX   | GRE   | LAN   | LOU   | MDM   | NAR   | OYO   | PAU   | ROC   | TAR   |
| --------------------- | ----- | ----- | ----- | ----- | ----- | ----- | ----- | ----- | ----- | ----- | ----- | ----- | ----- | ----- | ----- | ----- |
| SU Agen               |       | 29-3  | 21-6  | 21-6  | 21-16 | 31-3  | 23-6  | 22-16 | 43-3  | 34-11 | 37-8  | 57-12 | 23-11 | 20-14 | 26-21 | 32-14 |
| Pays d'Aix RC         | 10-31 |       | 23-14 | 18-23 | 13-10 | 12-25 | 6-15  | 13-15 | 12-8  | 12-12 | 20-18 | 24-19 | 3-16  | 21-16 | 16-22 | 19-21 |
| FC Auch               | 3-19  | 35-14 |       | 34-23 | 17-6  | 31-22 | 15-21 | 15-17 | 28-3  | 18-25 | 3-19  | 27-32 | 36-20 | 16-19 | 3-9   | 14-19 |
| Aurillac              | 19-17 | 38-19 | 24-15 |       | 12-7  | 22-12 | 23-6  | 24-21 | 45-3  | 18-25 | 36-12 | 15-3  | 25-16 | 12-16 | 25-22 | 36-18 |
| Union Bordeaux Bègles | 15-29 | 21-10 | 23-21 | 22-9  |       | 31-9  | 17-16 | 14-14 | 46-17 | 27-9  | 24-21 | 21-12 | 17-10 | 31-13 | 14-28 | 16-9  |
| Colomiers rugby       | 16-21 | 13-13 | 6-9   | 13-9  | 20-22 |       | 19-13 | 10-10 | 17-13 | 12-12 | 10-15 | 35-13 | 12-13 | 12-29 | 19-13 | 16-14 |
| US Dax                | 16-13 | 33-24 | 22-14 | 22-13 | 8-9   | 10-0  |       | 15-8  | 34-8  | 9-9   | 19-15 | 3-17  | 27-6  | 3-3   | 13-17 | 19-16 |
| Grenoble              | 12-12 | 28-5  | 19-0  | 12-6  | 33-3  | 22-12 | 28-5  |       | 39-10 | 9-9   | 14-9  | 27-14 | 21-13 | 16-15 | 9-9   | 22-20 |
| Lannemezan            | 11-41 | 32-28 | 10-17 | 9-16  | 9-16  | 24-22 | 11-23 | 10-43 |       | 17-30 | 16-18 | 13-16 | 24-35 | 15-21 | 5-31  | 16-39 |
| Lyon OU               | 9-10  | 36-14 | 26-6  | 22-10 | 17-13 | 50-10 | 26-6  | 27-19 | 44-13 |       | 26-6  | 20-8  | 18-22 | 22-22 | 20-14 | 43-14 |
| Stade montois         | 18-12 | 24-18 | 6-16  | 42-15 | 16-12 | 29-29 | 16-5  | 9-12  | 46-6  | 15-15 |       | 17-6  | 31-26 | 18-14 | 22-21 | 18-12 |
| Narbonne              | 22-16 | 43-10 | 20-19 | 25-9  | 33-12 | 34-17 | 24-18 | 32-0  | 56-10 | 3-27  | 15-12 |       | 6-13  | 28-12 | 16-13 | 27-20 |
| Oyonnax               | 12-10 | 36-18 | 25-18 | 13-10 | 16-6  | 31-15 | 29-10 | 26-19 | 29-0  | 21-6  | 36-10 | 13-6  |       | 16-9  | 6-9   | 28-12 |
| Pau                   | 16-16 | 45-10 | 3-3   | 21-14 | 17-11 | 38-5  | 16-14 | 26-3  | 25-12 | 9-13  | 18-6  | 46-7  | 17-6  |       | 6-6   | 16-15 |
| La Rochelle           | 20-10 | 37-3  | 20-6  | 21-22 | 27-13 | 11-6  | 29-10 | 25-21 | 22-6  | 18-19 | 25-20 | 36-21 | 21-26 | 32-0  |       | 16-6  |
| Tarbes                | 29-27 | 22-15 | 19-13 | 11-13 | 15-12 | 28-21 | 40-21 | 28-18 | 12-13 | 22-16 | 36-12 | 23-11 | 13-9  | 22-23 | 7-12  |       |

|  | Victoire à domicile |  | Match nul |  | Défaite à domicile |

## Effectif
- Arrières : Erwan Bérot, Mathieu Vignes, Damien Duffau
- Ailiers : Mathieu Acebes, Julien Clédès, Viliame Maya, Thomas Bastellica
- Centres : Patrick Bosque, Renaud Dulin, Thomas Paterson-Ridjway, Jonathan Brethous, Florian Lacotte
- Ouvreurs : Benjamin Feilles, Vincent Cortes, Maxime Forgeois
- Demis de mêlée : Anthony Salle-Canne, Christophe Clarac, Florent Delom
- Troisièmes lignes centre : Alexandre Ricaud, Frédéric Medves
- Troisièmes lignes aile : Mickaël Eymard, Philippe Rodes, Stephan Saint-Lary, Hugo Rongieras, Éric Espagno
- Deuxièmes lignes : Tao Tapasu, David Penalva, Antoni Etchegaray
- Talonneurs : Vincent Campo, Sébastien Bruère, Romain Casals
- Piliers : Grégory Menkarska, Karim Dahbi, Yannick Delom, Roman Šuster, Arnaud Etchegaray